# نهر أوكا
نهر أوكا (بالروسية: Ока́) هو نهر طويل يجري في وسط روسيا، وهو أكبر روافد الفولغا. يجري النهر في أوريول أوبلاست، وتولا أوبلاست، وكالوغا أوبلاست، وموسكو أوبلاست، وريازان أوبلاست، وفلاديمير أوبلاست، ونيزني نوفغورود أوبلاست. يفوق طوله 1500 كلم (932 ميلاً). نشأ اسم النهر من اللغات الأوغرية الفنلندية المستخدمة قبل التوسعة السلافية، حيث ترجمة كلمة «أوكا» هي «النهر».